# Сагітов Расуль Хасанович
Сагітов Расуль Хасанович (башк. Сәғитов Рәсүл Хәсән улы; нар. 14 березня 1964) — башкирський радіожурналіст, письменник і перекладач. Член Спілки письменників і Спілки журналістів Росії і Башкортостану. Заслужений працівник культури Російської Федерації (2016), заслужений працівник друку і масової інформації Республіки Башкортостан (2004), лауреат премії Уряду Республіки Башкортостан імені Шагіта Худайбердіна (2005).

## Біографія
Сагітов Расуль Хасанович народився 14 березня 1964 року в селі Набієво Бурзянського району Башкирської АРСР (нині Республіка Башкортостан).
У 1981 році, після закінчення середньої школи в Старомунасіпово, кілька місяців працює в колгоспі «Кызыл тан», в листопаді за комсомольською путівкою направляється кореспондентом у редакцію районної газети «Таң».
Відслуживши у Військово-повітряних силах в м. Чита (1982—1984), вступає на філологічний факультет Башкирського державного університету (1990).
У 1990—1991 роках — співробітник газети «Урал» Бєлорєцького району, учитель школи № 1 м. Бєлорєцька.
У 1991 році переходить на роботу в Державну телерадіомовну компанію «Башкортостан»: був кореспондентом газети «Ефір Башкортостану», старшим редактором студії радіомовлення, керівником творчого об'єднання громадсько-політичних програм на телебаченні, головним редактором газети «Ефір Башкортостану», коментатором на радіо.
В даний час — керівник відділу громадсько-політичних програм Радіо «Юлдаш» державного унітарного підприємства Державна телерадіомовна компанія «Башкортостан».
Закінчив юридичний факультет Башкирської академії державної служби та управління при Президентові Республіки Башкортостан (1998), Московський інститут удосконалення кваліфікації працівників радіо і телебачення (2001).

## Громадська діяльність
- Член Громадської палати Республіки Башкортостан.
- Член правління Спілки письменників Башкортостану .
- Член Спілки журналістів Росії і Башкортостану.
- Член редколегії журналу «Шоңкар».

## Робота у радіожурналістиці
Радіопередачі «Даїра»(«Даирә»), «Відкрита студія» («Асыҡ студия»), «Подих епохи» («Заман һулышы»), багатосерійні документальні радиофильмы «Минулий час» («Үткән заман»), «Одна тисяча дев'ятсот п'ятдесят шість» («Мең туғыҙ йөҙ илле алты»), «Одна тисяча дев'ятсот сімдесят п'ять» («Мең туғыҙ йөҙ етмеш биш»), багатосерійний документальний телевізійний фільм «Історичний ряд» («Тарих теҙмәһе»), мінірадіоспектаклі, переклад ряду радянських і зарубіжних художніх кінофільмів на башкирську мову.

## Літературна творчість
Видані в дев'яти збірниках оповідання і новели припали до душі читачам. Творчість російською мові представлено в республіканських журналах «Бельські простори», «Ватандаш», «ЛИФФТ», а також в Москві в журналах «Журналіст», «Журналістика і медіаринок», в газеті «Літературна газета».

## Книги
- Күк томан. Коллектив йыйынтыҡ: хикәйәләр һәм новеллалар. — Өфө: Китап. — 1998.
- Дөрөҫ һүҙ: Балалар өсөн хикәйәләр. — Өфө: Китап. — 2009.
- Донъя йәме. Хикәйәләр. — Өфө: Эшлекле династия. — 2010.
- Ямғырҙан һуңғы ҡояш. Хикәйәләр. — Өфө: Ғилем. — 2011.— 128 бит.
- Имен-аман тороғоҙ! Документаль әҫәр. — Өфө: Китап. — 2013. — 400 бит.
- Словом красен человек. — Уфа: Китап. — 2017. — 216 с.[2].
- Алтындан алдын мәсьәлә. — Өфө: Башҡорт энциклопедияһы. — 2017. — 256 бит[3].
- Такого я мнения. — Уфа: Башкирская энциклопедия. — 2019. — 176 с.
- Һүҙем менән сығам илемә. — Өфө: Прокопий. — 2019. — 236 бит.

## Почесні звання та інші відзнаки
- Заслужений працівник культури Російської Федерації (2016)[4]
- Лауреат премії імені Шагіта Худайбердіна (2005)
- Заслужений працівник друку і масової інформації Республіки Башкортостан (2004)[5]
- Медаль «За заслуги в проведенні Всеросійського перепису населення 2010 року» (2012)
- Знак «За активну участь в проведенні Всеросійського сільськогосподарського перепису 2006 року» (2008)
- Почесна грамота Спілки журналістів Російської Федерації (2014)
- Почесна грамота Спілки журналістів Республіки Башкортостан (2014, 2019)
- Диплом переможця Всеросійського конкурсу «Інформаційний простір: влада — суспільство — ЗМІ», проведеного Радою Федерації Федеральних Зборів Російської Федерації (2012)
- Диплом переможця конкурсу, проведеного Центральною виборчою комісією Республіки Башкортостан з висвітлення виборів (2012)
- Республіканський конкурс на найкраще висвітлення у засобах масової інформації Всеросійського сільськогосподарського перепису 2016 року, третє місце (2016)
- Диплом Уряду Республіки Башкортостан в номінації «Кращий за професією» (2017)
- Подячний лист Громадської палати Російської Федерації (2018).
- Почесна грамота Державних Зборів — Курултаю Республіки Башкортостан (2019).
- Медаль Всесвітнього курултаю башкирів «Ал так нур сәс халҡыңа!» («Неси людям сонця світло!») (2019).